# Лейк-Лілліан (Міннесота)
Лейк-Лілліан (англ. Lake Lillian) — місто (англ. city) в США, в окрузі Кендійогі штату Міннесота. Населення — 246 осіб (2020).

## Географія
Лейк-Лілліан розташований за координатами 44°56′45″ пн. ш. 94°52′48″ зх. д. / 44.94583° пн. ш. 94.88000° зх. д. (44.945902, -94.880063).  За даними Бюро перепису населення США в 2010 році місто мало площу 1,19 км², уся площа — суходіл.

## Демографія
Згідно з переписом 2010 року, у місті мешкало 238 осіб у 121 домогосподарстві у складі 61 родини. Густота населення становила 200 осіб/км².  Було 136 помешкань (114/км²).
Расовий склад населення:
| - 98,3 % — білих - 0,4 % — чорних або афроамериканців - 0,4 % — азіатів |

До двох чи більше рас належало 0,8 %. Частка іспаномовних становила 2,1 % від усіх жителів.
За віковим діапазоном населення розподілялося таким чином: 18,9 % — особи молодші 18 років, 55,9 % — особи у віці 18—64 років, 25,2 % — особи у віці 65 років та старші. Медіана віку мешканця становила 46,6 року. На 100 осіб жіночої статі у місті припадало 108,8 чоловіків;  на 100 жінок у віці від 18 років та старших — 101,0 чоловіків також старших 18 років.
Середній дохід на одне домашнє господарство  становив 48 922 долари США (медіана — 48 750), а середній дохід на одну сім'ю — 57 543 долари (медіана — 55 833). За межею бідності перебувало 8,3 % осіб, у тому числі 2,9 % дітей у віці до 18 років та 15,9 % осіб у віці 65 років та старших.
Цивільне працевлаштоване населення становило 124 особи. Основні галузі зайнятості: освіта, охорона здоров'я та соціальна допомога — 27,4 %, транспорт — 13,7 %, виробництво — 11,3 %, будівництво — 10,5 %.